# Техногенні ґрунти

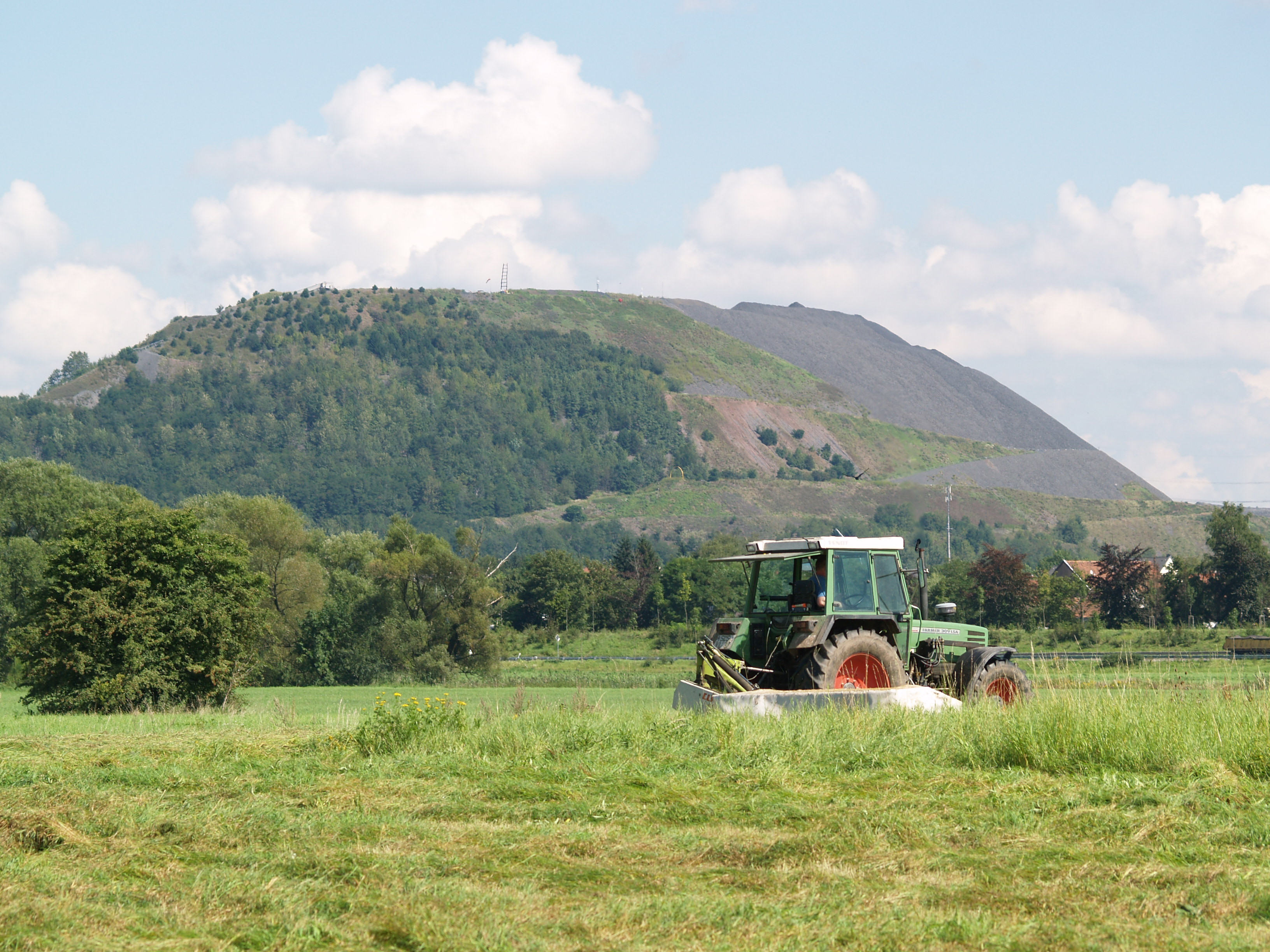
Техногенні ґрунти терикону. Один з частково озеленених териконів у Німеччині. Саар.

Техногенні ґрунти (рос. техногенные почвы, англ. technogenous earth, technogenous soil; нім. technogene Böden m pl) — узагальнена назва штучних ґрунтів, які утворилися в результаті гірничотехнічних, інженерно-будівельних, сільськогосподарських та інших видів людської діяльності.
Штучні ґрунти створюються в процесі рекультивації земель з порушеним ґрунтовим покривом, а також органо-мінеральні суміші, які використовуються в теплицях, парниках, оранжереях.
Розрізняють насипні, намивні і змінені на місці техногенні ґрунти. Загальний обсяг техногенних ґрунтів у світі досягає понад 2 тис. км³. Найбільша кількість техногенних ґрунтів утворюється в районах великих гірничодобувних комплексів, урбанізованих аґломерацій, великих і старих міст.
Інтенсивність їх утворення в Україні досягає понад 1000 м³/км² на рік. Потужність відкладів досягає десятків і сотень метрів. Техногенні ґрунти використовують як основний матеріал для різних споруд, як закладальний матеріал при гірничих роботах, в дорожньому будівництві і для рекультивації земель.
Техногенні ґрунти можуть бути природного походження зі зруйнованою первинною структурою, мінеральними відходами промислового виробництва, твердими побутовими відходами, а також утвореними в процесі гідронамиву чи відсипання. 
У всіх цих ґрунтах поступово відбуваються різноманітні фізичні, фізико-хімічні, біологічні та інші процеси, що веде, з одного боку, до їх самоущільнення та зміцнення, а з іншого – до розпаду. Тому таким ґрунтам притаманні особливості дисперсних ґрунтів.